# Pentaster hybridus
Pentaster hybridus är en sjöstjärneart som beskrevs av Doderlein 1936. Pentaster hybridus ingår i släktet Pentaster och familjen Oreasteridae. Inga underarter finns listade i Catalogue of Life.